# Plants vs. Zombies: Garden Warfare 2
Plants vs Zombies Garden Warfare 2 est un jeu de tir à la troisième personne hero shooter possédant un mode de jeu tower defense développé par PopCap Games et édité par Electronic Arts, sorti en février 2016 sur Microsoft Windows, PlayStation 4 et Xbox One. Il fait suite à Plants vs. Zombies: Garden Warfare.

## Système de jeu
Plants vs Zombies Garden Warfare 2 est un jeu de tir à la troisième personne, similaire à Garden Warfare. Le système de jeu reste globalement le même que son prédécesseur, avec l'addition de six nouvelles classes de plantes et de zombies, une version zombie de Jardin Ops intitulée Cimetière Ops, et un nouveau mode nommé Assaut végétal, pouvant accueillir plus de 24 joueurs. Chaque classe a ses propres capacités. Tous les personnages et modes (Jardins et cimetières, Jardin Ops, etc.) du Garden Warfare original sont de retour. De nouvelles capacités pour les anciens personnages sont disponibles dans Garden Warfare 2.
À la différence de son prédécesseur, le jeu ne nécessite pas une connexion Internet pour pouvoir jouer et chaque mode peut être joué en solo. Du multi-joueur en écran partagé, des serveurs privés, douze cartes et plus de quarante personnages différents sont disponibles dès la sortie du jeu. Du contenu téléchargeable gratuit sort régulièrement après la sortie du jeu.
Un nouveau mode dénommé Backyard Battleground fait son apparition. Il sert de hub entre les joueurs, et permet de voir des objets récupérés au cours du jeu. Le joueur peut aussi participer à des missions sur la lune.
Les variantes de plantes et de zombies que le joueur a acquis dans l'opus précédent sont automatiquement transférées dans Garden Warfare 2. L'interface a été améliorée : par exemple, Dave le Dingo et Dr Zomboss parlent maintenant avec des animations en trois dimensions (plutôt que de ne montrer qu'un dessin d'eux)

## Classe de personnage
Chacun des deux camps possèdent sept classes, chacune de ces classes possède une attaque principale et trois capacités qui sont tous différentes, tout les classes possèdent des variantes permettant à elle d'avoir des changements dans leur gameplay.

### Plantes
L'équipe Plante fait partie des deux équipes présentes dans "plants vs zombies garden warfare 2", cette équipe représente les "gentil" dans l'histoire défendant la ville des Zombies. Leur chef est un certain Crazy Dave, un homme un peu fou. Sept personnages sont dans cette équipe, le pisto-pois, le tournesol, le cactus, le mordeur, la rose, le citron et le P'tit Maïs.

#### Pisto-Pois
Le Pisto-Pois est un personnage de l'équipe "plante" représentant des petits pois, dans le jeu, le pisto-pois tire des grands petits pois produisant une explosion à l'impact, la première capacité lance une sorte d'haricot rouge appelé le "fayot péteur" qui explose aux bout de quelque secondes, sa deuxième attaque permet de transformer le pisto-pois en une sulfateuse permettant d'infliger beaucoup de dégâts chaque seconde, sa troisième et dernière capacité permet aux pisto-pois de courir plus vite et de sautez plus haut.

##### Pyro-pois
Le Pyro-Pois est une variante du Pisto-Pois lui permettant de mettre l'adversaire en feu quand il le touche avec son attaque principale lui permettant d'infliger des dégâts sur la durée pendant.

##### Cryo-Pois
Le cryo-Pois est une variante du Pisto-Pois lui permettant de ralentir l'adversaire quand il le touche avec son attaque principale.

##### Toxico-pois
Le Toxico-Pois est une variante du Pisto-Pois lui permettant d'empoissonner l'adversaire quand il le touche avec son attaque principale lui permettant d'infliger des dégâts sur la durée.

##### Pois Commando
Le Pois Commando est une variante du pisto-pois, quand il est joué, le mode de tir du pisto-pois change passant du semi-automatique aux mode de tir automatique, ce qui permet donc aux Pisto-Pois de pouvoir tiré en continu tant que le bouton de tir est appuyé.

##### Agent 00Pois
L'agent 00Pois est une variante du Pisto-Pois qui lui permet que quand il tir sur la tête de l'adversaire, le tir fera plus de dégâts que normalement, en contre-partie, il possède moins de points de vie que le Pisto-Pois normal et son attaque n'explose plus à l'impact faisant en sorte qu'il peut attaquer seulement un seul ennemi à la fois.

##### Pois Shérif
Le pois Shérif est une variante du Pisto-Pois lui permettant d'envoyer toutes ses munitions en appuyant qu'une seule fois sur le bouton de tir au lieu de devoir tirer plusieurs fois.

##### Plasma-Pois
Le Plasma-Pois est une variante du Pisto-Pois lui permettant de pouvoir charger ses tirs ce qui augmente les attaques et la zone d'explosion du plasma-pois est réduite.

##### Litho-Pois
Le Litho-Pois est une variante du Pisto-Pois lui permettant d'envoyer des Jet de Pierre augmentant les dégâts de l'explosion et sa portée mais en contrepartie le Litho-Pois possède une cadence de tir plus lente.

##### Electro-Pois
L'électro-Pois est une variante du Pisto-Pois lui permettant d'explosé sont tir en pleine air infligeant plus de dégâts que normalement, si l'attaque arrive a touché, alors le tir va infliger des dégâts aux ennemies à proximité.

#### Tournesol
Le tournesol est un personnage de l'équipe "plante" représentant un tournesol, le tournesol est le soigneur de l'équipe plante ayant plusieurs capacités de soin, l'attaque principale envoie plusieurs mini rayons de soleil à une cadence de tir très élevée. La première capacité du tournesol permet de se lier à un allié grâce à un rayon guérisseur pour soigner ces alliés, sa deuxième capacité permet aux Tournesol de se rendre immobiles et de lancer un énorme rayon de lumière en direction des adversaires tant que le bouton d'attaque est actionné, sa dernière capacité lui permet de planter un mini tournesol faisant tomber des soleils permettant de soigner ses alliés quand ils sont récupérés.

##### Tournesol Mystique
Le Tournesol Mystique est une variante du Tournesol permettant aux Tournesol de pouvoir charger ces attaques, plus l'attaque est chargée plus l'attaque fera de dégâts aux ennemis.

##### Electro Tournesol
L'électro Tournesol est une variante du Tournesol qui permet aux Tournesol de pouvoir faire ricocher ses balles grâce à l'électricité de ses tirs comme l'Electro-Pois.

##### Tournesol De Feu
Le Tournesol De Feu est une variante du tournesol lui permettant de pouvoir enflammer ses adversaires et de leur infliger des dégâts sur la durée grâce à son attaque principale.

##### Tournesol Noir
Le Tournesol Noir est une variante du Tournesol lui permettant de tirer plus rapidement que sa version normale, mais ils possèdent plusieurs malus tels que son temps de rechargement qui est augmenté, il fait moins de dégâts et sa portée est réduite.

##### Tournesol De Métal
Le Tournesol De Métal est une variante du Tournesol lui permettant de faire plus de dégâts que normalement mais il possède une cadence de tir qui est réduite.

##### Pharaon Solaire
Le Pharaon Solaire est une variante du Tournesol permettant de tirer en rafale au lieu de tirer en automatique

##### Fleur Extraterrestre
La Fleur Extraterrestre est une variante du Tournesol permettant de tirer en semi-automatique au lieu de tirer en automatique et créant une petite zone à l'impact infligeant des dégâts en continu.

##### Tournesol Vampire
Le Tournesol Vampire est une variante du Tournesol faisant en sorte, que quand le Tournesol touche un ennemi, il lui vole des points de vie et en récupère une partie mais possède moins de santé qu'un Tournesol normal

##### Tournesol En Peluche
Le Tournesol En Peluche est une variante du Tournesol qui, quand il tue un ennemi, fait tomber un petit soleil récupérable par lui et ses alliés pour récupérer de la santé

## Synopsis
Après les événements de Garden Warfare, alors que les Plantes ont été vaincues, la banlieue de la ville de Voisinville est gouvernée par les Zombies, renommée Zomburbia. Les Plantes doivent revenir à Zomburbia et la reprendre avec l'aide d'alliés redoutables comme le Maïs, le Citron venu du futur ainsi que la douce mais puissante Rose, venue du passé pour aider les plantes.
Les Zombies, eux aussi profitent du soutien du légendaire Super-Cortex, le Pirate avec son acolyte son fidèle perroquet et le petit Diablotin.

## Développement
Un nouveau jeu vidéo Plantes contre zombies est révélé dans les rapports annuels d'Electronic Arts. Une suite à Garden Warfare est sous-entendue le 8 juin 2015. À l'E3 2015, une bande-annonce pour Plants vs. Zombies: Garden Warfare 2 est diffusée pendant la présentation de Microsoft, ainsi que le 22 août 2015 pendant la diffusion sur Xbox Live du concours Miss Teen USA 2015. Un mélange avec Mass Effect nommé Grass Effect est annoncé à Gamescom 2015. Les joueurs qui ont précommandé le jeu reçoivent une armure mécanique inspirée de Mass Effect pour la nouvelle classe de Zombie, le Diablotin Z7.

## Critique
Ign : 8.2
MetaCritic : 80